# بالیگوان
بالیگوان (به انگلیسی: Ballygowan) یک روستا در بریتانیا است که در Ards واقع شده‌است. بالیگوان ۲٬۹۵۷ نفر جمعیت دارد.